# Krupy (powiat sokołowski)
Krupy – wieś w Polsce położona w województwie mazowieckim, w powiecie sokołowskim, w gminie Kosów Lacki. Ma status sołectwa.
Wierni Kościoła rzymskokatolickiego należą do parafii Parafia Narodzenia Najświętszej Maryi Panny w Kosowie Lackim.

## Informacje ogólne
Po roku 1945 wieś była w gminie Tosie, a w latach 1975–1998 miejscowość administracyjnie należała do województwa siedleckiego. 
Miejscowość położona w środkowym biegu rzeki Kosówki. W całości na terenie Nadbużańskiego Parku Krajobrazowego
Mieszkańcy, w większości prowadzą gospodarstwa rolne nastawione na hodowlę bydła mlecznego. Do głównych roślin uprawnych należą: kukurydza, owies, żyto oraz pszenica. 
Według legendy nazwa miejscowości wywodzi się od żytniej kaszy "krupy", która była rozpowszechniona na tych terenach.
Najstarszą budowlą jest dom mieszkalny z 1915 roku. Znaczna część wioski była zniszczona w czasie II wojny światowej. W pobliskich lasach działał w tym okresie silny ruch oporu. Ukrywali się tam polscy partyzanci.